# 長門美保
長門 美保（ながと みほ、1911年（明治44年）6月23日 - 1994年（平成6年）11月11日）は、日本の声楽家（ソプラノ）、歌手、オペラ歌手、翻訳家（訳詞家）、歌劇団主宰者・総監督、オペラ演出家。本名は鈴木 美保。

## 経歴
福岡県若松市（現: 北九州市若松区）出身。3歳の時、家族とともにドイツに渡り、幼時をドイツで過ごす。小学校1年のとき帰国し、日本女子大学附属豊明小学校に半年遅れで編入。日本女子大学校附属高等女学校を経て、東京音楽学校に入学。在学中に東京音楽学校春期演奏会におけるマーラーの交響曲第2番（指揮: クラウス・プリングスハイム）のソリストとなる。1933年（昭和8年）同校を卒業し研究科に進む。船橋榮吉、ヘルマン・ヴーハープフェニッヒ、ネトケ＝レーヴェ、クラウス・プリングスハイム、研究科でマリア・トルに師事。1934年（昭和9年）の第3回日本音楽コンクールで第1位に入賞。
1935年（昭和10年）6月有楽座開場記念のオペレッタ『シューベルトの戀』に出演。
1936年（昭和11年）5月7日、日比谷公会堂において第1回独唱会（ピアノ: 高木東六、ヴァイオリン: 疋田小枝子）を開催。盛況で聴衆があふれ始末書を書かされたという。
1937年（昭和12年）6月8日日比谷公会堂において第2回独唱会（伴奏: 橋本國彦、ピアノ伴奏: 竹村参郎、合唱: 門下生）。
1937年（昭和12年）11月及び1938年（昭和13年）4月の2回にわたって、新交響楽団、ローゼンシュトック指揮によるヴェルディ『レクイエム』ソロを務める。
1939年（昭和14年）3月当時すでに「長門美保音楽研究所」が存在し、多くの弟子を養成し、またＭ・Ｎサークル女声コーラスを主宰した。PCL（東宝の前身）の社長の娘の依頼により、原節子、清川虹子、細川ちか子、山根寿子、堤真佐子、高峰秀子など、映画俳優の声楽指導にも当った。
圧倒的な声量とスタミナを誇るドラマチック・ソプラノとして、藤原歌劇団の『ローエングリン』『フィデリオ』などにフリーで主演し声楽家としてオペラで活躍。
また、キングレコード専属の歌手として、1939年（昭和14年）には、永田絃次郎と『愛馬進軍歌』を吹き込み大ヒットする。同年、永田絃次郎と『出征兵士を送る歌』も吹き込み、こちらも大ヒットする。
昭和18年以降はオペラの仕事はなくなり、軍の慰問の活動が中心となる。それがきっかけで鈴木雄詞と結婚した。
戦後は1945年（昭和20年）に夫の鈴木雄詞と長門美保歌劇団（当初の名称は『長門美保歌劇研究所』）を結成、1946年（昭和21年）11月プッチーニ『蝶々夫人』で旗上げを行った。また、1948年（昭和23年）にアーサー・サリヴァン『ミカド』を日本人による日本語ではじめて上演し、この2作品が同歌劇団のレパートリーの柱となる。
また、大衆に親しみやすいオペレッタや、ドヴォルザーク、スメタナ、ヤナーチェク、モニューシュコ、カールマンなど、東欧圏のオペラの紹介などオペラ運動に邁進。ヨーロッパ各国から数々の勲章を受章する。
日本語によるわかりやすいオペラの普及につとめ、自ら訳詞も行ない、手掛けたオペラはほとんど日本語である。また、演出も数多く手掛けた。
1954年（昭和29年）の第5回と1955年（昭和30年）の第6回のNHK紅白歌合戦に出場し、第6回紅白は長門の歌のラジオ中継の音声が現存する。
1962年（昭和37年）映画『充たされた生活』に出演。
1980年（昭和55年）夫の鈴木雄詞が死去。
1982年（昭和57年）11月6日 - 1982年12月3日には、長門美保歌劇団会長として日本経済新聞『私の履歴書』が掲載された。その中では、東京音楽学校で唯一の男性同期であった藤山一郎、譜面が読めず何でも聞き覚えしてしまう藤原義江、長門を「グンカン」と名付けた山田耕筰、杉村春子、岡田嘉子、安達瞳子などとの交流が記されている。
1994年（平成6年）11月11日死去。83歳没。
2000年9月2日 - 11月26日に、千葉県銚子市の新国立劇場舞台美術センター資料館において、長門美保と砂原美智子に視点をあてた企画展「二人のプリマドンナ」が開催された。
2019年9月14日 - 12月5日、ロームシアター京都において、長門美保が実際に着用した衣裳の展示が行われた。

## 主な舞台出演
- 『リンドバーグの飛行』 1935年5月27日 軍人会館[18]
- 『シューベルトの戀』街の歌手 1935年6月7 - 30日 有楽座[19]
- ヴォーカル・フォア レオンカヴァッロ『道化師』ネッダ 1938年5月10日 日比谷公会堂[20][21]
- 藤原義江歌劇團 プッチーニ『ボエーム』ミミ 1940年2月26 - 27日 歌舞伎座[22][23]
- 日本樂劇協會 山田耕筰『夜明け』お吉 1940年11月28 - 29日（2回）30日（2回）・12月1日、東京宝塚劇場、41年6月27～29日再演[24]）[25]
- 日本樂劇協會 山田耕筰『夜明け』お吉 1941年6月27 - 28日（2回）29日（2回） 東京宝塚劇場[26]
- 藤原歌劇団 ワーグナー『ローエングリン』エルザ 1942年11月23 - 24 - 25 - 26日（2回） - 28 - 29日（2回） 歌舞伎座[27][28]
- 藤原歌劇団 弘田龍太郎『西浦の神』トレシマチ 1943年5月28 - 29日（2回）30日（2回） 歌舞伎座[29][30]※初演[31]
- 藤原歌劇団 ベートーヴェン『フィデリオ』レオノーレ 1943年12月27 - 28日（2回） 歌舞伎座[32]、1944年2月27日に大阪・北野劇場で再演[33]
- 長門美保歌劇研究所 プッチーニ『蝶々夫人』タイトル・ロール、訳詞 1946年11月2日（2回）3日（2回）[脚注 3] 東京劇場[34][35]
- 長門美保歌劇研究所 カール・マリア・フォン・ウェーバー『魔彈の射手』アガーテ、訳詞 1947年9月4日（2回）5日（2回）6日（2回）7日（3回）8日（2回） 東京劇場[36][37]
- 長門美保歌劇研究所 アーサー・サリヴァン『ミカド』ヤムヤム、補綴 1948年1月29日（2回）30日（2回）31日（2回）2月2 - 3日 日比谷公会堂[38][39]
- 長門美保歌劇團 大阪初公演 プッチーニ『蝶々夫人』タイトル・ロール、訳詞 1948年5月29日 - 30日（2回）31日（2回） 大阪歌舞伎座[40]
- 長門美保歌劇團 プッチーニ『蝶々夫人』タイトル・ロール、譯詞 1948年8月28日（2回）29日（2回）30日（2回）31日（2回）9月1日（2回）2日（2回）3日（2回） 東京劇場[41][42]
- 長門美保歌劇團 アーサー・サリヴァン『ミカド』ヤムヤム、訳 1948年9月29 - 30日 京都四條南座、1948年10月1 - 6日 大阪歌舞伎座[43]
- 長門美保歌劇団 プッチーニ『蝶々夫人』タイトル・ロール、訳詞 1948年10月8日（2回）9日（2回）10日（2回） 名古屋市公会堂[44]

- 長門美保歌劇團 アーサー・サリヴァン『ミカド』ヤムヤム、訳 1948年12月25日（2回）26日（2回）27日（2回）28日（2回） 東京劇場[45][46]
- 長門美保歌劇團 ジャン・カルロ・メノッティ『泥棒とオールドミス』レティシァ 1949年2月4日（2回）5日（2回）6日（2回）7日（2回）8日（2回）9日（2回）10日（2回） 新橋演舞場）[47][48]※日本初演[49]
- 長門美保歌劇團 ベートーヴェン『フィデリオ』レオノーレ 1949年2月12日（2回）13日（2回）14日（2回）15日（2回）16日（2回）17日（2回）18日（2回）19日（2回）20日（2回）21日（2回）22日（2回）23日（2回）24日（2回） 新橋演舞場[50][51]
- 長門美保歌劇團 プッチーニ『蝶々夫人』タイトル・ロール、譯詞 1950年4月9日（2回）16日（2回）23日（2回） 日比谷公会堂[52][53]
- 長門美保歌劇團 モーツァルト『フィガロの結婚』ロジーナ 1950年6月11日 日比谷公会堂[54]
- 長門美保歌劇団 アーサー・サリヴァン『ミカド』ヤムヤム 1951年7月1-3日 大阪・北野劇場 4日神戸松竹座[55]
- 長門美保歌劇団 アーサー・サリヴァン『ミカド』ヤムヤム 1951年9月21-23日 日比谷公会堂[55]
- 長門美保歌劇団 アーサー・サリヴァン『ミカド』ヤムヤム 1952年2月7日・3月20日 アーニー・パイル劇場[56]
- 長門美保歌劇団 プッチーニ『蝶々夫人』蝶々さん 1952年5月15 - 16日 アーニー・パイル劇場[56]
- 長門美保歌劇団 ビゼー『カルメン』カルメン 1952年7月31日 - 8月1日 アーニー・パイル劇場[56]
- 東京芸術大学 藤原歌劇団 長門美保歌劇団 二期会 東京オペラ協会 関西オペラグループ モーツァルト『フィガロの結婚』伯爵夫人ロジーナ 1952年11月16日（2回） - 21 - 23日（2回） 仙台劇場 静岡市公会堂 御園座[57]
- 大阪勞音11月例會・東京芸術大学 藤原歌劇団 長門美保歌劇団 二期会 東京オペラ協会 関西オペラグループ モーツァルト『フィガロの結婚』伯爵夫人ロジーナ 1952年11月24 - 25 - 26日（2回） - 27 - 28 - 29日（2回）30日（2回） - 12月1 - 2日（2回） 大阪産経会館[58]
- 東京芸術大学 藤原歌劇団 長門美保歌劇団 二期会 東京オペラ協会 関西オペラグループ モーツァルト『フィガロの結婚』伯爵夫人ロジーナ 1952年11月27 - 28日（2回） - 29日（2回） 歌舞伎座 12月3日 日比谷公会堂で再演[59][60]
- 長門美保歌劇団 プッチーニ『蝶々夫人』タイトル・ロール 1954年1月15日 日本青年館ホール[61]
- 長門美保歌劇団10周年記念 長門美保歌劇団 アーサー・サリヴァン『ミカド』ヤムヤム 1955年5月1 - 2 - 3 - 4 - 5日 産経ホール[62]
- 大阪労音4月例会・長門美保歌劇団 ジャン・カルロ・メノッティ『泥棒とオールド・メイド』レティシア『電話』ルーシー 1956年4月11 - 12 - 13 - 14日（2回）15日（2回） - 16 - 17 - 18 - 19 - 20 - 21 - 22日（2回） 毎日会館、23 - 24日 尼崎文化会館[63]
- 藤原歌劇団 レオンカヴァッロ『パリアッチ（道化師）』ネッダ（特別出演） 1957年5月30 - 31日 日比谷公会堂[64]
- コンセールfオペラ ジャン・カルロ・メノッティ『電話』訳、ジャン・カルロ・メノッティ『泥棒とオールドミス』レティーシア 1957年12月19 - 20日 読売ホール[65]
- 長門美保歌劇団 西崎嘉太郎『髭櫓』※初演[66] お花、奥村一『人待つ女』※初演[67] 里の女/井筒の霊 1958年11月8 - 9日（2回） 九段会館ホール[68]
- 長門美保歌劇団 ドヴォルザーク『ルサルカ』ルサルカ、訳 1959年11月24 - 25 - 26 - 27日 社会事業会館ホール[69]※日本初演[70]
- 国立パリ・オペラ座歌劇団 ビゼー『カルメン』音楽参与 1961年9月26 - 27 - 28 - 29 - 30日（2回） 10月1日（2回） 東京宝塚劇場 10月4 - 5 - 6日 フェスティバルホール[71]
- 藤原歌劇団 ヨハン・シュトラウス2世『こうもり』ゲスト出演 1963年12月15日（2回） 東京文化会館大ホール[72]
- 長門美保歌劇団 アーサー・サリヴァン『ミカド』演出 1970年2月13 - 14日 国立劇場大劇場[73]
- 長門美保歌劇団・コンセール・アミ ドヴォルザーク『ルサルカ（水の精）』総監督、演出、訳 1971年3月25 - 26日 都市センターホール[74]
- 長門美保歌劇団 ヴィクトール・マッセ『ジャンネットの結婚』総監督、訳 1972年1月31日 - 2月1日 虎ノ門ホール[75]※日本初演[76]
- 長門美保歌劇団 アーサー・サリヴァン『ミカド』総監督、訳詞 1972年3月20 - 21日 虎ノ門ホール[77]
- 長門美保歌劇団・コンセール・アミ モーリス・ティリエ『恋はばら色（宿屋の女主人）』総監督、演出、訳詞 1972年10月3 - 4日 東京郵便貯金ホール[78]※日本初演[79]
- 三越創業300年記念 長門美保歌劇団 ヴィクトール・マッセ『ジャンネットの結婚』総監督、シャンテ、訳 1972年11月21 - 22 - 23日（2回） 三越劇場[80]
- 長門美保歌劇団 ドヴォルザーク『ルサルカ』総監督、魔女、訳 1973年2月17 - 18日 東京文化会館大ホール[81]
- 長門美保楽壇生活40年記念 オッフェンバック『地獄のオルフェ（天国と地獄）』総監督 1973年11月16日・18日 東京文化会館大ホール[82]
- 長門美保歌劇団 スメタナ『売られた花嫁』総監督、訳 1974年2月14 - 15日 東京文化会館大ホール[83]
- 長門美保歌劇団 オッフェンバック『ラ・ぺリコール』総監督、脚色 1974年11月19 - 20日 中野サンプラザホール[84]
- 長門美保歌劇団30周年記念 長門美保歌劇団 プッチーニ『蝶々夫人』演出、訳 1975年2月13 - 14日 東京文化会館大ホール[85]
- 長門美保歌劇団創立30周年記念公演 その2 モニューシュコ『ハルカ』総監督、訳 1975年7月3 - 4日 NHKホール[86]※日本初演[87]
- 長門美保歌劇団 スッペ『ボッカチョ』総監督、訳 1976年2月25日・27日 東京文化会館大ホール[88]
- 長門美保歌劇団 ヤナーチェク『イェヌーファ』総監督、訳 1976年12月1 - 2日 東京文化会館大ホール[89]※日本初演[90]
- 長門美保歌劇団 スッペ『ボッカチョ』総監督、訳、殿下 1977年7月7日 - 8日（2回） NHKホール[91]
- 長門美保歌劇団 ドヴォルザーク『ルサルカ（水の精）』総監督、訳 1977年11月14 - 15日 東京文化会館大ホール[92]
- ミカド日本初演30周年記念 長門美保歌劇団 アーサー・サリヴァン『ミカド』総監督、訳 1978年2月10 - 11日（2回） 東京文化会館大ホール[93]
- 長門美保歌劇団 山田耕筰『黒船』総監督 1978年9月7日・14日 日比谷公会堂[94]
- 長門美保歌劇団 オッフェンバック『天国と地獄（地獄のオルフェ）』総監督、レポーター 1979年1月16 - 17 - 18日 東京文化会館大ホール[95]
- 長門美保歌劇団 モニューシュコ『幽霊屋敷』総監督、作詞 1979年6月16日・18日 東京文化会館大ホール[96]
- 長門美保オペラ生活45周年記念 プッチーニ『蝶々夫人』総監督、演出、訳詞 1979年10月26 - 27日（2回） 歌舞伎座[97]
- 長門美保歌劇団 ヴェルディ『椿姫』総監督、演出 1980年2月6 - 7日 東京文化会館大ホール[98]
- 長門美保歌劇団 マスカーニ『カヴァレリア・ルスティカーナ』※原語、レオンカヴァッロ『道化師』総監督 1980年7月3日・4日 日比谷公会堂[99]
- 長門美保歌劇団 モニューシュコ『伯爵夫人』総監督、訳 1980年12月2 - 3日 新宿文化センター大ホール[100]※日本初演[101]
- ステファノ・オペラ劇場 プッチーニ『蝶々夫人』演出 1981年1月13 - 14日 東京郵便貯金ホール[102]
- 長門美保歌劇団 オッフェンバック『ラ・ぺリコール』総監督、詞 1981年10月17日 東京文化会館大ホール[103]
- 長門美保歌劇団 初演より35周年記念公演 アーサー・サリヴァン『ミカド』総監督、訳 1981年7月3 - 4日 東京文化会館大ホール[104]
- 長門美保歌劇団 ジャン・カルロ・メノッティ『泥棒とオールドミス』総監督、訳 1982年2月1 - 2 - 3日 虎ノ門ホール[105]

- 長門美保叙勲記念 長門美保歌劇団 スッペ『ボッカチョ』総監督、詞、本屋実は王妃 1982年7月7 - 8日 ゆうぽうと簡易保険ホール[106]
- 長門美保歌劇団 カールマン『チャルダッシュ姫』総監督、詞、宮廷舞踊手 1982年12月22 - 23日 新宿文化センター大ホール[107]※日本初演[108]
- 長門美保歌劇団 ヴィクトール・マッセ『ジャンネットの結婚』総監督、詞 1983年2月16 - 17 - 18日 ヤマハホール[109]
- 長門美保歌劇団 プッチーニ『ラ・ボエーム』総監督 1983年4月8 - 9日（2回） 東京文化会館大ホール[110]
- 長門美保歌劇団 プッチーニ『蝶々夫人』訳 1983年10月6 - 7日 新宿文化センター大ホール[111]
- 長門美保歌劇団 アーサー・サリヴァン『ミカド』訳 1984年1月24 - 25日 東京郵便貯金ホール[112]
- 長門美保歌劇団 ドニゼッティ『愛の妙薬』 1984年7月5 - 6日 新宿文化センター大ホール[113]
- 長門美保歌劇団 カールマン『チャルダッシュ姫』総監督、詞、宮廷舞踊手 1985年1月23 - 24日 ゆうぽうと簡易保険ホール[114]
- 長門美保歌劇団 アーサー・サリヴァン『ヴェニスの恋（ゴンドリエーレ）』総監督、イネス 1985年10月29 - 30日 新宿文化センター大ホール[115]※日本初演[116]

## 主なディスコグラフィー
1950年以前の音源は国立国会図書館歴史的音源による。
- 世界子守唄名曲 シューベルトの子守唄 国立国会図書館/歴音参加館限定 歴史的音源録音・映像関係資料 内藤水翟[作詞], 杉山長谷雄[編曲], 長門 美保, キング管絃樂團 （キングレコード, 商品番号: 4063_5079）
- 東京都制定 東京都歌 国立国会図書館/歴音参加館限定 歴史的音源録音・映像関係資料 長門美保, 木下保, キングヴォカルアンサンブル, キング管絃樂團 （キングレコード, 商品番号: N14_6694）
- 獨唱 ミネトンカの湖畔 国立国会図書館/歴音参加館限定 歴史的音源録音・映像関係資料 キャバナス[作詞], リユーランス[作曲], 杉山長谷雄[編曲], 長門美保, 中央交響樂團 （キングレコード, 商品番号: 10058_456）
- 獨唱 關の夕ざれ 国立国会図書館/歴音参加館限定 歴史的音源録音・映像関係資料 伝承音楽, 本居長豫[作曲], 杉井幸一[編曲], 長門美保, キング管絃樂團 （キングレコード, 商品番号: 57073_4661）
- 獨唱 四ツ葉のクローヴア 国立国会図書館/歴音参加館限定 歴史的音源録音・映像関係資料 乙骨三郎||譯詞, 篠原正雄[編曲], 長門美保, キング管絃樂團 （キングレコード, 商品番号: 30022_2780）
- 獨唱 （日本古謠）子守唄 国立国会図書館/歴音参加館限定 歴史的音源録音・映像関係資料 篠原正雄[編曲], 長門美保, キング管絃樂團 （キングレコード, 商品番号: 30005_2629）
- きよしこの夜 国立国会図書館/歴音参加館限定 歴史的音源録音・映像関係資料 MOHR JOSEPH[作詞], TRADITIONAL[作詞], GRUBER FRANZ XAVER[作曲], TRADITIONAL[作曲], 長門美保 （キング, 商品番号: C271, 1947-12）
- しきしまのやまと心 国立国会図書館/歴音参加館限定 歴史的音源録音・映像関係資料 本居宣長[作詞], 弘田龍太郎[作曲], 永田絃次郎, 長門美保 （キングレコード, 商品番号: と300, 1943-05）
- オリンピックの歌 国立国会図書館/歴音参加館限定 歴史的音源録音・映像関係資料 山田千之[作詞], 高田信一[作曲], 篠原正雄[編曲], 長門美保, 畑中良補, 長門歌劇団合唱団, キングオーケストラ （KING RECORD, 商品番号: C779）
- 世紀の若人 国立国会図書館/歴音参加館限定 歴史的音源録音・映像関係資料 福田伝吉[作詞], 林伊佐緒[作曲], 篠原正雄[編曲], 長門美保 （キングレコード, 商品番号: 57066, 1941-10）
- 世紀の若人 国立国会図書館/歴音参加館限定 歴史的音源録音・映像関係資料 福田伝吉[作詞], 林伊佐緒[作曲], 篠原正雄[編曲], 永田絃次郎, 長門美保 （キングレコード, 商品番号: 57067, 1941-10）
- 大政翼賛の歌 国立国会図書館/歴音参加館限定 歴史的音源録音・映像関係資料 山岡勝人[作詞], 鷹司平通[作曲], 永田絃次郎, 長門美保 （キングレコード, 商品番号: 57019, 1941-04）
- 愛馬進軍歌 国立国会図書館/歴音参加館限定 歴史的音源録音・映像関係資料 久保井信夫[作詞], 新城正一[作曲], 篠原正雄[編曲], 永田絃次郎, 長門美保 （キングレコード, 商品番号: 30033, 1939-03）
- 慰問の花束 国立国会図書館/歴音参加館限定 歴史的音源録音・映像関係資料 鶴原みゆき[作詞], 森義八郎[作曲], 長門美保 （キングレコード, デジタル変換後ノイズ除去: ノイズ除去なし, 1945-01）
- 桜花の調べ 国立国会図書館/歴音参加館限定 歴史的音源録音・映像関係資料 南條歌美[作詞], 佐藤長助[作曲], 長門美保, キング合唱団 （キングレコード, 商品番号: 67035, 1942-06）
- 熊野（三） 国立国会図書館/歴音参加館限定 歴史的音源録音・映像関係資料 長門美保 （キング, 商品番号: 77017, 1943-04）
- 熊野（四） 国立国会図書館/歴音参加館限定 歴史的音源録音・映像関係資料 長門美保 （キング, 商品番号: 77017, 1943-04）
- 獨唱曲 ほろゝん子鳩 国立国会図書館/歴音参加館限定 歴史的音源録音・映像関係資料 古谷玲兒[作詞], 杉山長谷雄[作曲], 長門美保, キング管絃樂團 （KING RECORD, 商品番号: 77010）
- 紀元二千六百年 国立国会図書館/歴音参加館限定 歴史的音源録音・映像関係資料 増田好生[作詞], 森義八郎[作曲], 永田絃次郎, 長門美保 （キングレコード, 商品番号: 40023, 1940-02）
- 若い力 国立国会図書館/歴音参加館限定 歴史的音源録音・映像関係資料 佐伯孝夫[作詞], 高田信一[作曲], 長門美保, 秋元清一, キング管弦楽団, キング・ヴォーカルアンサンブル （キングレコード, 商品番号: C600, 1950-06）
- 若い力 国立国会図書館/歴音参加館限定 歴史的音源録音・映像関係資料 佐伯孝夫[作詞], 高田信一[作曲], 長門美保, 秋元清一 （キングレコード, 商品番号: C255, 1947-09）
- 雨の日の子守唄 国立国会図書館/歴音参加館限定 歴史的音源録音・映像関係資料 酒井東輔[作詞], 松山芳野里[作曲], 杉井幸一[編曲], 長門美保 （キングレコード, 商品番号: 67003, 1942-01）

- LP 長門美保楽壇生活40年記念 わが心のうた キングレコード 1973年

## NHK放送歌劇出演
- 1947年2月20日放送『かぐや姫』[118]
- 1947年4月29日放送『懐かしのウィーン』[118]
- 1947年5月19日放送『魔弾の射手』アガーテ[118]
- 1948年9月5日放送『蝶々夫人』蝶々さん[118]
- 1948年10月31日放送『ミカド』ヤムヤム[119]
- 1949年2月3日放送『泥棒とオールドミス』レティーシャ[119]
- 1949年3月19日放送『フィデリオ』レオノーレ[119]
- 1949年10月9・16日放送『軍艦ピナフォア』ジョセフィン[120]

## 門下生
中澤桂、飯塚ようこ、西田美榮子、など。

## NHK紅白歌合戦出場歴
| 年度/放送回              | 曲目     | 対戦相手 |
| ------------------------ | -------- | -------- |
| 1954年（昭和29年）/第5回 | 松島音頭 | 藤原義江 |
| 1955年（昭和30年）/第6回 | ハバネラ | 藤原義江 |

## 受章・受賞歴
- 紫綬褒章（1974年）
- 文部大臣賞（1976年）
- 勲四等宝冠章（1982年）
- スメタナ賞[1]
- ポーランド芸術最高金賞[1]